# Natalia Koch Rohde
Natalia Koch Rohde (født 1. august 1995) er en dansk badmintonspiller.

## Privat
Rohde dannede par med badmintonspiller Viktor Axelsen. Viktor Axelsen annoncerede i april 2020, at parret ventede en pige til efteråret 2020.Parret blev forældre til en pige i oktober 2020. Den 7. oktober 2022 fødte hun sit andet barn.
Parrer blev skilt 2025.